# Loch Long
Il Loch Long è un fiordo ad Argyll e Bute, in Scozia. Si estende dal Firth of Clyde alla sua estremità sud-occidentale. Misura circa 32 km. di lunghezza, con una larghezza compresa tra 1 e |2 km. Il fiordo ha anche un braccio, Loch Goil, sul suo lato occidentale. 
Loch Long fa parte della costa della penisola di Cowal e forma l'intera costa occidentale della penisola di Rosneath. 
Loch Long era storicamente il confine tra Argyll e Dunbartonshire. Tuttavia, nel 1996, il ridisegno dei confini lo portò completamente all'interno dell'area di Argyll e Bute.

## Villaggi di Loch Long
I villaggi sul lago includono Arrochar alla sua testa e Cove sulla sponda orientale vicino ai suoi piedi.

## Sport

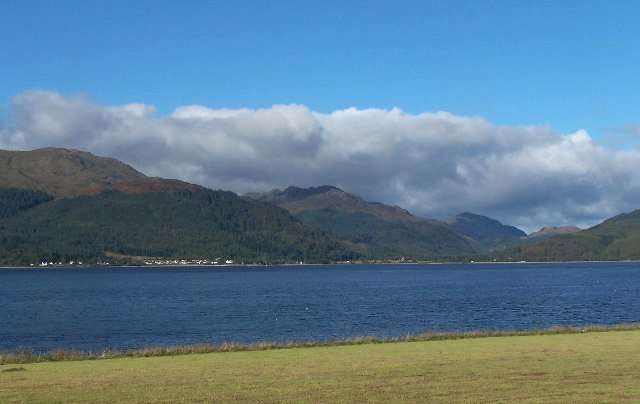
Ardentinny attraverso il Loch Long sullo sfondo.

L'Ardentinny Outdoor Education Center, sulla costa occidentale, utilizza il lago per gli sport acquatici. 
Ora è una zona popolare per le immersioni sui numerosi relitti che costellano il fiordo.

## Terminale petrolifero di Finnart
Il terminal petrolifero di Finnart si trova sulla sponda orientale del fiordo, collegato alla raffineria di Grangemouth attraverso un gasdotto di 93 chilometri. 

## Uso da parte della Marina
La costa orientale è anche sede del deposito di armamenti nucleari di Coulport della Royal Navy, parte di HMNB Clyde, e del molo di Glen Mallan, collegato al deposito di munizioni della difesa di Glen Douglas. 
Il fiordo è stato utilizzato come banco di prova per siluri durante la seconda guerra mondiale e contiene numerosi relitti.
Recentemente si sono verificati alcuni incidenti con sversamenti in mare di acque radioattive.